# Michele Amari
Michele Amari (7 de julio de 1806-16 de julio de 1889) fue un patriota e historiador italiano, miembro de la Academia de Ciencias de San Petersburgo.

## Biografía
Nacido en Palermo, dedicó una gran parte de su vida a la Historia de Sicilia, y tomó parte en su emancipación. Amari fue también un orientalista; es famoso por sacar a la luz el verdadero carácter de las Vísperas Sicilianas, y por su servicio como primer ministro de educación pública de Italia.
Amari se convirtió en una figura importante durante el Risorgimento. Era un enlace entre el primer ministro Camillo Benso y los sicilianos influyentes, llegando a convencerles de que apoyaran la unificación de Italia. Por ello, Amari esperaba que Cavour concediera a Sicilia alguna autonomía regional tras la unificación.
El trabajo histórico de Amari se centró en la Historia de la Sicilia medieval, incluyendo amplios trabajos en el período de control musulmán. Sus esfuerzos le han traído el reconocimiento como uno de los primeros traductores europeos del siglo XIX de documentos en árabe medieval. Su Storia dei Musulmani di Sicilia (Historia de los Musulmanes en Sicilia, 1854), ha sido traducido a varias lenguas, incluyendo el árabe por un grupo de estudiantes egipcios en 2004.
Murió en Florencia en 1889.